# 古莊幹郎

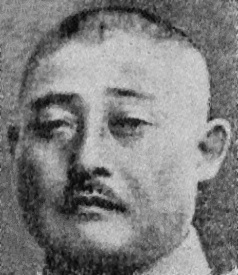
古莊幹郎

古莊幹郎（1882年—1940年），日本軍官，1936年8月1日以日軍陸軍航空本部中將部長身分調往台灣擔任台灣軍司令官，1938年免。
| 前任： 畑俊六 | 台灣軍司令官 1937年上任 | 繼任： 兒玉友雄 |